# Aneurin Bevan

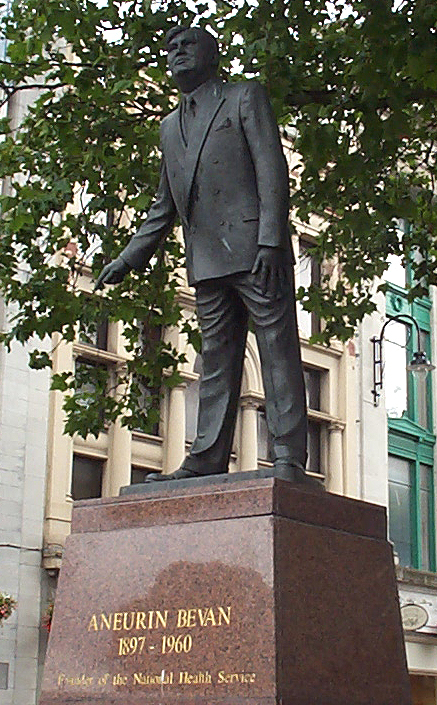
Pomnik Bevana w Cardiff

Aneurin „Nye” Bevan (ur. 15 listopada 1897 w Tredegar, zm. 6 lipca 1960 w Chesham) – walijski i brytyjski polityk, członek Partii Pracy i przedstawiciel jej lewego skrzydła. Minister w rządach Clementa Attleego, jako minister zdrowia odpowiedzialny za utworzenie Narodowej Służby Zdrowia (National Health Service).

## Życiorys
Był synem górnika Davida Bevana. W wieku 13 lat opuścił szkołę i rozpoczął pracę w miejscowej kopalni Tytryst. Rychło wstąpił do związku zawodowego górników z południowej Walii. W wieku 19 lat stanął na czele lokalnej gałęzi tego związku. W 1919 r. uzyskał stypendium na Central Labour College w Londynie. Po powrocie w rodzinne strony w 1921 r. dowiedział się, że stracił pracę. Bevan pozostawał bezrobotny do 1924 r., kiedy to znalazł pracę w kopalni Bedwellty. Jednak 10 miesięcy później zamknięto tę kopalnię i Bevan ponownie został bez pracy. W lutym 1925 r. zmarł jego ojciec. W 1926 r. młodszy Bevan rozpoczął pracę w urzędzie związku zawodowego.
Podczas strajku generalnego w 1926 r. był jednym z przywódców strajku w południowej Walii.
W 1928 r. Bevan został wybrany członkiem rady hrabstwa Monmouthshire. W 1929 r. został wybrany do Izby Gmin jako reprezentant okręgu Ebbw Vale. W 1934 r. poślubił Jennie Lee. W 1936 r. rozpoczął pracę w redakcji Tribune. W marcu 1939 r. został wydalony z Partii Pracy za agitację na rzecz utworzenia Frontu Ludowego. W listopadzie tego roku został jednak na powrót przyjęty do partii. Był krytykiem pokojowej polityki Neville’a Chamberlaina, pozostał również w opozycji wobec rządu wojennego Winstona Churchilla.
Po zwycięstwie Partii Pracy w wyborach 1945 r. Bevan otrzymał stanowisko ministra zdrowia. Już w 1946 r. doprowadził do uchwalenia National Health Service Act, który wszedł w życie w 1948 r. i który stworzył w Wielkiej Brytanii publiczną służbę zdrowia. Bevan działał również na obszarze odbudowy kraju po zniszczeniach wojennych.
W 1951 r. otrzymał stanowisko ministra pracy i służby narodowej, ale zrezygnował już po kilku miesiącach w proteście przeciwko budżetowi oszczędności zaproponowanemu przez kanclerza skarbu Hugh Gaitskella (wprowadzenie opłat za wybrane usługi w służbie zdrowia).
Przez kolejne lata Bevan stał się liderem lewego skrzydła partii (tzw. Bevanites), postulujących m.in. jednostronne rozbrojenie nuklearne Wielkiej Brytanii. W 1954 r. Bevan przegrał z Gaitskellem wybory na skarbnika partii. Po rezygnacji Attlee'ego ze stanowiska lidera laburzystów w 1955 r. Bevan wystartował w wyborach na nowego lidera, ale przegrał z Gaitskellem. Otrzymał jednak stanowisko opozycyjnego ministra ds. kolonii, a w 1956 r. został ministrem spraw zagranicznych w gabinecie cieni. Na tym stanowisku krytykował zaangażowanie Wielkiej Brytanii w kryzys sueski. W tym samym roku został skarbnikiem Partii Pracy.
W 1959 r., mimo zaawansowanego stadium raka, Bevan został wybrany wiceprzewodniczącym Partii Pracy. Zmarł jednak już rok później.

## Publikacje
- Why Not Trust The Tories?, 1944, opublikowane pod pseudonimem „Celticus”
- In Place of Fear, 1952